# Конституция Египта (2012)
Конституция Арабской Республики Египет — основной закон Египта. Она сменила Временную конституцию Египта 2011 года, принятую после революции в Египте. 1 декабря 2012 года президент страны Мухаммед Мурси объявил, что проект конституции будет вынесен на референдум 15 декабря.
Конституция и обстоятельства её принятия стали объектом критики властей со стороны египетской оппозиции и многочисленных протестов. Перед референдумом оппозиция обвиняла Мурси и Братьев-мусульман в узурпации власти и требовала отставки Мурси. После референдума появились обвинения в фальсификации его результатов, однако Мурси по его итогам подписал Конституцию.
В 2014 году была принята новая конституция Египта.

## Содержание

### В общем
По новой Конституции президент перестаёт быть всемогущей фигурой и устанавливается сильный парламент. Она содержит положения направленные на запрет пыток и задержания без суда и следствия. Однако она также даёт египетским генералам больше власти и привилегий, чем у них было в правление Хосни Мубарака.
Одновременно новый основной закон предоставлял возможности для построения исламистского государства. Права и свободы граждан трактовались, как «заповеди Аллаха», а не как абсолютное право человека. Конституция вводила институт богословского трактования юридических норм, связанных с шариатом, и закрепляла право толкования за мечетью и университетом Аль-Азхар, причём должность шейха Аль-Азхар объявлялась независимой от органов государственной власти и не могла быть ликвидирована.

### Отдельные положения

#### Защита прав
Статья 81 гласит, что никакой закон не может ограничить сущность прав и свобод, закреплённых в конституции, но уточняет, что «эти права и свободы осуществляются постольку, поскольку они не противоречат принципам, изложенным в главе о Государстве и Обществе в этой конституции». Положения в этой главе, включают статью 10, которая гласит, что «государству и обществу должно быть поручено сохранение истинной природы египетской семьи», и статью 11, которая гласит, что «государство стоит на защите этики, морали и общественного порядка».

#### Свобода слова
Статья 45 защищает свободу слова без указания, какие законные ограничения допустимы и как сбалансировать это право со статьёй 31, которая гласит, что «отдельные лица не могут быть оскорбленными», а статья 44 запрещает «оскорбление пророков».

#### Свобода вероисповедания
Гарантируется свобода вероисповедания только верующим любой из трёх авраамических религий — ислама, христианства и иудаизма. Конкретней, статья 43 о свободе вероисповедания даёт право исповедовать религию и устанавливает места поклонения для мусульман, христиан и иудеев, но исключает последователей других религий, в том числе египетских бахаи, а также неверующих.